# 熟年
熟年（じゅくねん）とは、1970年代以前に考案・提唱され、1980年代から一般的に使用されるようになった、年齢を指す言葉。指す内容としては従来の「中年」もしくは「高齢者」に当たる年齢層であるとされる（カテゴリーの違いについては後述）。

## 発案・提唱者
最初にこの言葉を発案・提唱したのは薬理学者の原三郎（東京医科大学名誉教授）とされる。原が現役の教官だった1960年頃に専門誌『医学芸術』に使用したのが最初であった。原は「壮年と老年の間に別の言葉があってもよいのではないか」との思いから、「60歳から80歳まで」を示す言葉として「熟年」を考案・提唱した。
原の提案は長い間大きな関心を呼ぶことはなかった。この間、1972年には医学者の島崎敏樹が「前向きに"熟年の季節"を」と題した新聞への寄稿をおこなった。この中で島崎は「人間としての人はみのらせた実が熟して落ちて、これで人生が完結する--こうした最後の場面を迎えられたら最高だがとよく私は思う」として、高齢者が前向きの姿勢を崩すと「熟年ならぬ老年期にみすみすはまり込んでしまう」と記した。この記載が原の提唱に基づくものかどうかは不詳である。
1978年、作家の邦光史郎は、サラリーマンが定年退職した後のセカンドライフを自ら充実させる必要性を主張するにあたり、45歳から69歳（または65歳）までの間を「成熟した年齢」として「熟年（層）」と名付けた。
このようにして、指す範囲の異なる二種類の「熟年」という呼称が1970年代までに個別に提唱された。

## 一般化
「熟年」という言葉は1980年頃を境に急速にひろまった。その背景の一つに、広告代理店の電通が45歳から65歳までの「熟年」を研究するプロジェクトチームを作って活動したことが当時指摘されている。新聞記事によると、チームを作るに当たって電通は年齢層を示す言葉の案をいくつも作って検討したが、「シニア」は「死ねや」につながる、「盛年」は「青年」と似ている、シルバーやグレーは「ショボい」など、「熟年」以上に適合する言葉はなかったという。この電通の動きにより、広告主も「熟年」を積極的に使用し始めたと記されている。1981年1月に電通のマーケティング局が首都圏の主婦を対象におこなった調査では、50%が「熟年」という言葉を「知っている」と答えた。
新聞記事では1980年3月にフレッド・アステア（当時80歳）が45歳年下の女性と交際しているという報道に、「熟年の恋」という見出しがつけられている。
1980年7月に松下電器産業（現・パナソニック）が、定年後の雇用延長など複数の選択を可能とする人事政策を発表したときには「熟年ライフプラン」と名付けられた。
また、1977年に原三郎の話を聞いてその趣旨に賛同した俳優の森繁久彌も、1980年のインタビューで「60歳から80歳は熟年ですよ」と答え、1981年3月には『森繁久彌のおやじは熟年』（テレビ朝日）というドラマに主演している。このドラマの主人公は65歳の実業家で、「老年と目されることを嫌って"熟年"だとしきりにこだわる」という森繁本人の主張を反映させたような設定になっていた。
しかし、最初の発案者である原と邦光の示す年齢層が異なっていたことから、具体的なイメージがつかみにくいという見方もあった。また、従来の言葉からの呼び替えという点についても、評論家の堀秀彦が「老人は老人で結構。妙な言葉を作りたくない」として批判するなど、やはり広告業界が流行させた「ニューファミリー」同様「あわのように消える可能性も高い」とも指摘された。
しかし、当時の指摘とは裏腹に、21世紀の現在でも「熟年」という言葉は日常的に使用されており、国語辞典においては「はじめ老年の意、次いで中高年の意で用いられるようになった」（『大辞泉』）といった記述がなされている。1980年当時と同様、指し示す年齢層が明確ではないが、2005年6月に厚生労働省が人口動態調査を発表した際には、結婚から20年以上の離婚率減少を「厚生労働省は「熟年離婚は減少傾向にある」とみている」と新聞で記されるなど、50歳から60歳を中心とした層を想定しているケースが多く見られ、原が提唱した「老年」の呼び替えでの使用はあまり見られない。

## 「実年」との関連
厚生省は1985年に「中高年齢層に関する新名称公募委員会」（委員長・本田宗一郎国民健康会議座長）を編成し、国民から公募した約31万通の意見から選考をおこない、50歳代・60歳代を指す言葉として「実年」を採用した。
この公募の意見で最も多かったのは「熟年」であった（1万2145通）。しかし、「広告代理店業者による造語」「熟したあとは腐って落ちるイメージがある」という二つの理由で選考委員に支持されなかった。このため、「熟年」は最終候補そのものから外されて、次点（6055通）の「実年」が「人生で一番充実する時代というイメージや実りのときという意味があって五十、六十歳代にふさわしい。左右対称の字に落ち着きがある」「字の意味がふさわしく、読み書きが容易で、語感がよく、少、青、壮、老と並べて使うのに適当」といった選考委員の支持を得て、金賞に選ばれて採用された（ちなみに銀賞は人生の充実を意味する「充年」（4615通で第3位）であった）。
だが、最終的には官庁主導で決められた「実年」は普及せず、役所などの一部で使用されるにとどまった。